# 阿祖安·沙尼奥斯
阿祖安·沙尼奧斯（Adrian Serioux）一般称作沙尼奧斯，1979年5月12日生于安大略省士嘉堡，加拿大职业足球运动员，现效力于美國職業足球大聯盟球会侯斯頓戴拿模，他曾替加拿大男足上陣15次。